# Ligue vaudoise
La Ligue vaudoise est un mouvement politique suisse caractérisé par le nationalisme vaudois, le fédéralisme, le conservatisme et l'anticommunisme.
La Ligue vaudoise prend une forme similaire à un laboratoire d'idées ou un cercle de réflexion et d'influence, sans affiliation partisane officielle. Elle déclare vouer ses efforts à la « recherche du bien commun du pays de Vaud », avec un accent particulier sur le fédéralisme et la défense de l’autonomie cantonale.
Son emblème est un rappel du passé du pays de Vaud intégrant une référence aux couleurs cantonales, à la maison de Savoie en général et à Pierre II de Savoie en particulier, et au royaume de Bourgogne.

## Histoire
Fondée par Marcel Regamey et connue dès 1926 sous le nom d'Ordre et Tradition, la Ligue vaudoise, se manifeste pour la première fois en 1933 en combattant avec succès un impôt fédéral sur les vins.
En 1931 est lancé son journal, La Nation, d'abord mensuel, puis bimensuel, qui est toujours publié. Le no 2000, édition spéciale, est sorti de presse le 5 septembre 2014.
Elle lutte depuis pour un fédéralisme intégral et contre toute centralisation, perçue comme une atteinte à l'essence du Pays de Vaud. Le journal La Nation devient l'organe officiel du mouvement, qui rassemble vers 1940 environ 1 000 adhérents dans les classes moyennes et supérieures, dont dix députés au Grand Conseil vaudois, un conseiller d'État et deux conseillers nationaux appartenant aux Parti libéral suisse et au Parti radical-démocratique (Paul Chaudet).
Si, durant la Seconde Guerre mondiale, elle marque son soutien aux régimes autoritaires espagnol et italien, elle critique tout de suite, et sur le fond, le Troisième Reich dont elle dénonce rapidement l'inutilité de la politique raciste. Elle soutient cependant ouvertement une politique antisémite.
Elle s'illustre par son action pour la construction d'un canal transhelvétique sur le modèle du canal du Rhône au Rhin.
En 1949, en votation populaire, elle parvient à obtenir le retour à la démocratie directe après la période des pleins pouvoirs du Conseil fédéral. Elle est donc à l'origine de l'article 89bis de la Constitution fédérale de 1874, concernant les arrêtés fédéraux urgents et restreignant les possibilités d'abus de ceux-ci (art. 165 de la Constitution de 1999). Dans les années 1970, elle s'oppose avec succès à plusieurs lois centralisatrices (politique conjoncturelle, aménagement du territoire, police fédérale de sécurité, constitution Furgler). Elle défend l’indépendance de la Suisse, en particulier en combattant l'adhésion à l’Organisation des Nations unies lors des votations de 1986 et 2002 ainsi que celle sur l'Espace économique européen en 1992.
La Ligue vaudoise s'engage également en faveur de la défense nationale, qu'elle considère comme la tâche historique et principale de la Confédération[réf. nécessaire]. En 2013, elle assure en Suisse romande le secrétariat de la campagne contre l'initiative du Groupe pour une Suisse sans armée tendant à abolir l'obligation de servir[réf. nécessaire]. En 2020, elle s'engage en faveur de l'acquisition du nouvel avion de combat des forces aériennes suisses[réf. nécessaire].
Sur le plan cantonal, la Ligue vaudoise est attentive à l'indépendance des communes et à l'évolution de l'école. Elle promeut la connaissance de l'histoire vaudoise et les concerts de musique de qualité, notamment par le biais de la Fondation Marcel Regamey.
Olivier Delacrétaz en est le président de 1977 au 29 mai 2021,. Son successeur est Félicien Monnier, né le 14 mars 1988 à Lucerne, avocat et docteur en droit romain.
Le mouvement est historiquement lié, par des relations personnelles, au Centre patronal vaudois,,,.

## Idéologie
Inspirée par l'Action française de Charles Maurras, la Ligue vaudoise est tenante d'une idéologie corporatiste. Elle milite également pour un pouvoir incarné en la personne d'un responsable fort afin de favoriser une politique de long terme, ayant par exemple demandé la création d'un poste de président permanent du Conseil d'État vaudois.

## Publications
- Cahiers de la Renaissance vaudoise, dès 1926
- Le journal bimensuel La Nation, dès 1931

## Liens et externes
- Site officiel
- Notice dans un dictionnaire ou une encyclopédie généraliste :   - Dictionnaire historique de la Suisse
- Notices d'autorité :   - VIAF
  - LCCN
  - GND
  - Israël
  - WorldCat
- La ligue vaudoise & ses amis in Archive de l'Hebdo 31.07.2008